# س. إم. إيدي جونيور
س. إم. إيدي جونيور (بالإنجليزية: C. M. Eddy, Jr.)‏ هو كاتب أغاني أمريكي، ولد في 18 يناير 1896 في بروفيدنس في الولايات المتحدة، وتوفي بنفس المكان في 21 نوفمبر 1967.